# 李鸣复
李鸣复（12世纪—1247年），字成叔，泸州（今四川省泸州市）人。南宋大臣，宋理宗时参知政事。
宋宁宗嘉定元年（1208年）李鸣复中进士。出任权发遣金州（治今陕西省安康市）兼干办安抚司公事、司农寺丞、兵部员外郎、兵部郎中、军器少监、大理少卿，拜侍御史兼侍讲。李鸣复进言：荆襄制臣有当戒者三条：去私、禁暴、惩怒。升任权工部尚书兼权吏部尚书，又权刑部尚书兼给事中、签书枢密院事。宋理宗端平三年（1236年）升参知政事。不久，以资政殿大学士知绍兴府。嘉熙二年（1238年）知枢密院事兼参知政事，赐衣带、鞍马。淳祐四年（1244年），出知福州，担任福建路安抚使。后被弹劾罢职，死于嘉兴。

## 延伸阅读
[在维基数据编辑]
 《宋史·卷419》，出自脱脱《宋史》